# 第一次世界大戦休戦記念日
第一次世界大戦休戦記念日（だいいちじせかいたいせんきゅうせんきねんび）である11月11日は、フランス、ベルギー、セルビアで休日として祝われる終戦と戦没者追悼の日である。英語ではArmistice（「休戦協定」）からArmistice Dayとも呼ばれる（イギリスでは後にリメンブランス・デーとなった）。アメリカ合衆国でも1919年から11月11日はArmistice Dayとされていたが、第二次世界大戦後、11月11日が連邦政府の祝日復員軍人の日として祝われるようになった。
11月11日11時はドイツと連合国の休戦協定がなった日時である。
2018年には100周年のため仏独両国およびヨーロッパ諸国をはじめとする各国が国際的に企画を実施した。